# Jonathan Bibi
Jonathan Bibi (28 luglio 1984) è un calciatore seychellese, di ruolo difensore.